# Dauphin à bosse de l'Atlantique
Sousa teuszii
Espèce
Statut de conservation UICN

 CR A3cd+4cd; C2a(i) : 
En danger critique
Statut CITES
Répartition géographique

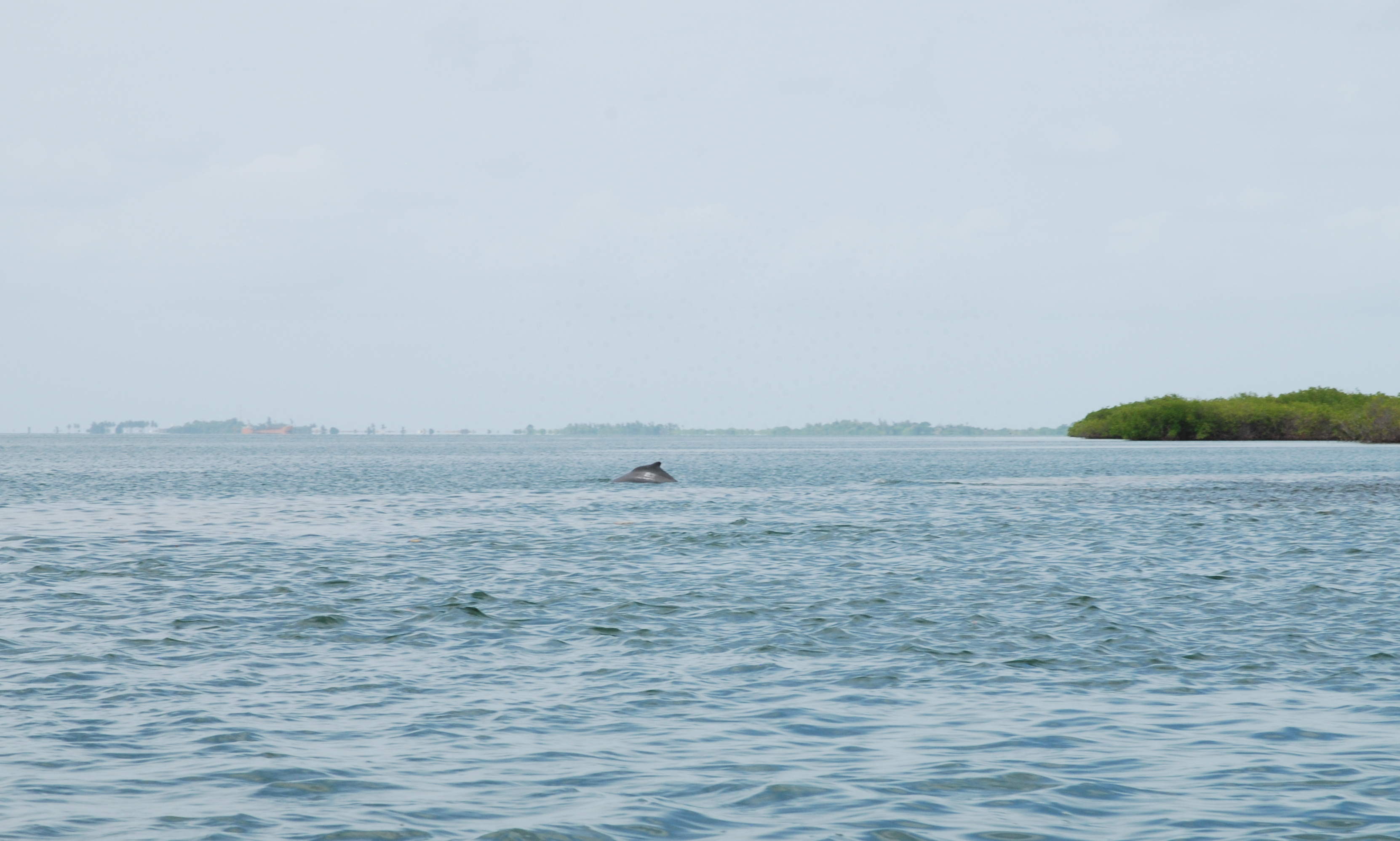
Dauphin à bosse de l'Atlantique photographié en septembre 2017 dans le delta du Saloum (Sénégal)

Le dauphin à bosse de l'Atlantique  ou sotalie du Cameroun (Sousa teuszii) est une espèce de cétacé de la famille des delphinidés. Il vit dans les eaux côtières et les estuaires des grands fleuves et rivières de l'Afrique de l'Ouest, depuis le sud marocain (Sahara occidental) jusqu'au Cameroun, et parfois jusqu'au nord de l'Angola.
Il se déplace généralement par groupe de 4 à 7 individus jusque dans les estuaires ou delta (comme au Sénégal, où on a pu l'étudier grâce à la photo-identification). Comme son cousin à Taiwan, le dauphin à bosse semble dans l'Atlantique en situation préoccupante en termes de conservation.

## Utilisations
En Mauritanie, jusqu'à la fin du XXe siècle, les pêcheurs Imraguens l'utilisaient pour la pêche.

Ils repéraient un dauphin depuis la plage et le sifflaient pour l'attirer vers le rivage. Il entrainait alors dans son sillage des bancs de mulets que les pêcheurs pouvaient ainsi capturer plus facilement,,. Cet étonnant mode de pêche a été également observé avec le tursiops.

## État des populations, menaces, maladies...
L'UICN (23 janvier 2023) classe l'espèce en catégorie CR (en danger critique) dans la liste rouge des espèces menacées depuis 2017. 
L'espèce semble menacée, au moins sur une partie de son aire de répartition, en raison notamment de la surpêche et probablement aussi de la pollution du milieu marin et des estuaires.
Des anomalies graves de la colonne vertébrale (lordose, cyphose et/ou scoliose, avec cas possibles d'ostéomyélite vertébrale) ont été observées chez quelques espèces de dauphins (qui semblent s'aggraver avec l'âge) dont chez des dauphins à bosse à Taiwan, au Sénégal et en Angola. Trois cas de lordose et de cyphose ont été observés chez des dauphins à bosse adultes de l'Atlantique et d'autres chez des individus jeunes. Les causes sont potentiellement diverses et n'ont pas été identifiées.